# Алафилипп, Камиль
Камиль Алафилипп (фр. Camille Alaphilippe; 13 августа 1874, Тур — не ранее 1934, Алжир) — французский скульптор.

## Биография
Родился в 1874 году в Туре. Учился в Высшей школе изящных искусств Парижа под руководством Жана Поля Лорана и Луи Эрнеста Барриа.
В 1898 году выиграл Римскую премию первой степени в области скульптуры, дававшую право на бесплатную образовательную поездку в Рим. В Риме Алафилипп находился вплоть до 1901 года.
Начиная с 1901 года работал с керамикой; украсил богатым керамическим декором в стиле модерн (ар-нуво) фасад фешенебельного универмага на бульваре Мальзерб в Париже (здание и декор сохранились). Выполнял также станковые скульптуры из керамики; а с 1914 года был директором фабрики по производству керамогранита. В первые годы XX века внёс заметный вклад в развитие во Франции стиля ар-нуво.
По некоторым данным, участвовал в Первой мировой войне, после окончания которой вернулся к работе с более традиционными материалами (бронзой и камнем) и создал несколько военных мемориалов, из которых Военный мемориал в Тулузе, решённый в стиле экспрессивного и торжественного рельефа, привлёк к себе всеобщее внимание.
Алафилипп также экспериментировал со статуями из полихромной бронзы («Женщина с обезьяной»), которые доминировали в европейской скульптуре в эпоху ар-деко.
В 1920-е годы уехал в Алжир и возглавил кафедру скульптуры в Академии изящных искусств французского Алжира. В Алжире он создал около десяти военных мемориалов, среди которых выделяется, например, военный мемориал в городе Батна (властями независимого Алжира с городской площади перенесён на кладбище), представляющий мрачную фигуру крылатого Гения войны и припавшего к его ногам солдата.
Скончался Алафилипп в 1950 году в Алжире.

## Галерея
- Женщина с обезьяной. Полихромная бронза, Малый дворец (Париж)
- «Первое зеркало». Керамика, Ботанический сад Нанта.
- Керамический декор фасадов здания на парижском бульваре Мальзерб
- Военный мемориал, Батна, Алжир

- Военный мемориал, Тулуза